# Poczuj luz
Poczuj luz – drugi singel Kamila Bednarka, wydany w 2017 zapowiadający album   Talizman. Nagrania dotarły do 2. miejsca listy AirPlay, najczęściej granych utworów w polskich rozgłośniach radiowych.

## Lista utworów
- Digital download

1. „Poczuj luz” – 2:36

## Notowania

### Pozycje na listach airplay
| Kraj   | Lista (2017)      | Najwyższa pozycja |
| ------ | ----------------- | ----------------- |
| Polska | AirPlay – Top     | 2                 |
| Polska | AirPlay – Nowości | 3                 |

## Teledysk
Premiera wideoklipu w serwisie YouTube odbyła się 1 września 2017. Reżyserem obrazu jest Marcin Filipek. Zrealizowany i wyprodukowany przez  Kamila Bednarka i Space Records. Teledysk powstał we współpracy z marką Frugo i jest dopełnieniem rozpoczętej w czerwcu 2017 kampanii reklamowej.